# El Paso (filme)
El Paso é um filme de faroeste estadunidense de 1949 dirigido por Lewis R. Foster e estrelado por John Payne, Gail Russell e Sterling Hayden.

## Elenco
- John Payne como Clay Fletcher
- Gail Russell como Susan Jeffers
- Sterling Hayden como Bert Donner
- George 'Gabby' Hayes como Pesky (Pescaloosa) Tees
- Dick Foran como Xerife La Farge
- Eduardo Noriega como Don Nacho Vázquez
- Henry Hull como juiz Henry Jeffers
- Mary Beth Hughes como Stagecoach Nellie
- H. B. Warner como juiz Fletcher
- Bobby Ellis como Jack Elkins
- Catherine Craig como Sra. Elkins
- Arthur Space como John Elkins
- Steven Geray como Joe
- Denver Pyle como vigilante (sem créditos)